# Eublemma versicolor
Eublemma versicolor is een vlinder uit de familie van de spinneruilen (Erebidae). De wetenschappelijke naam van deze soort werd voor het eerst voorgesteld als Autoba versicolor door Francis Walker in een publicatie uit 1864.
De soort komt voor in Zimbabwe, India, Sri Lanka, Indonesië (Sulawesi) en Maleisië (Sarawak).